# Horesidotes
Horesidotes es un género de saltamontes de la subfamilia Gomphocerinae, familia Acrididae, y está asignado a la tribu Aulocarini. Este género se distribuye en el suroeste de Estados Unidos y en el noreste de México.

## Especies
Las siguientes especies pertenecen al género Horesidotes:
- Horesidotes cinereus Scudder, 1899
- Horesidotes deiradonotus (Jago, 1971)